# Kamoenai
Kamoenai (神恵内村, Kamoenai-mura) és un poble i municipi de la subprefectura de Shiribeshi, a Hokkaido, Japó. Kamoenai és el segon municipi amb menys població després d'Otoineppu, a la subprefectura de Kamikawa. El poble forma part del districte de Furū.

## Geografia
El municipi de Kamoenai es troba a la part oest de la península de Shakotan. Kamoenai limita amb els municipis de Tomari, Furubira i Shakotan, tots pertanyents a la subprefectura de Shiribeshi, així com amb la mar del Japó al nord i a l'oest. Juntament amb Tomari, Kamoenai forma part del districte de Furu.

## Història
Des de ben antic, la zona va ser coneguda per la pesca. El nom japonés del poble es deriva de l'ainu Kamuinai, que fa referència al cap de Kamui que es troba a la zona i al kamui, Déu mitològic dels ainus.

### Cronologia
- 1594: Es comença al poble amb la pesca de l'arengada.
- 1906: Es crea el nou municipi de Kamoenai amb la unió dels pobles d'Akaishi i Sannai.